# Pulvinaria okitsuensis
Pulvinaria okitsuensis är en insektsart som beskrevs av Kuwana 1914. Pulvinaria okitsuensis ingår i släktet Pulvinaria och familjen skålsköldlöss. Inga underarter finns listade i Catalogue of Life.